# 托普賽德冰川
托普賽德冰川（英語：Topside Glacier），是南極洲的冰川，位於維多利亞地的斯科特海岸，全長0.9公里，處於康沃伊山脈地區，流經埃爾克霍恩嶺，由新西蘭研究隊命名，現時由南極條約體系管理。